# Euphorbia jatrophoides
Euphorbia jatrophoides är en törelväxtart som beskrevs av Ferdinand Albin Pax. Euphorbia jatrophoides ingår i släktet törlar, och familjen törelväxter. Inga underarter finns listade i Catalogue of Life.